# Louis Tylka
Louis Tylka (Harvey, 26 maggio 1970) è un vescovo cattolico statunitense, dal 3 marzo 2022 vescovo di Peoria.

## Biografia
Louis Tylka è nato ad Harvey, nell'Illinois, il 26 maggio 1970 da Louis e Norma Tylka. Ha cinque sorelle maggiori. In seguito la famiglia si è trasferita ad Hazel Crest.

### Formazione e ministero sacerdotale
Ha frequentato la Saint Joseph's Elementary School ad Homewood dal 1976 al 1984 e la Marian Catholic High School a Chicago Heights dal 1984 al 1988. Per un anno ha studiato all'Università Purdue di West Lafayette e nel 1989 è entrato nel Niles College Seminary di Chicago. Ha ottenuto il baccalaureato alla Loyola University di Chicago nel 1992 e ha terminato gli studi ecclesiastici all'University of Saint Mary of the Lake Seminary a Mundelein nel 1996.
Il 18 maggio 1996 è stato ordinato presbitero per l'arcidiocesi di Chicago dal cardinale Joseph Louis Bernardin. In seguito è stato vicario parrocchiale della parrocchia di San Michele a Orland Park dal 1996 al 2003; vicario parrocchiale della parrocchia delle Sante Fede, Speranza e Carità a Winnetka dal 2003 al 2004; parroco della parrocchia della Madre di Cristo a North Riverside dal 2004 al 2014; parroco della parrocchia di Santa Giulia Billiart a Tinley Park dal 2014 e presidente del consiglio presbiterale dal 2014.

### Ministero episcopale
L'11 maggio 2020 papa Francesco lo ha nominato vescovo coadiutore di Peoria. Il vescovo di Peoria Daniel Robert Jenky aveva chiesto la nomina di un coadiutore perché colpito da problemi di salute. Ha ricevuto l'ordinazione episcopale il 23 luglio successivo nella cattedrale dell'Immacolata Concezione a Peoria dal cardinale Blase Joseph Cupich, arcivescovo metropolita di Chicago, co-consacranti l'arcivescovo Christophe Louis Yves Georges Pierre, nunzio apostolico negli Stati Uniti d'America, e l'arcivescovo metropolita di Milwaukee Jerome Edward Listecki. Inizialmente il secondo co-consacrante principale avrebbe dovuto essere monsignor Jenky ma il presule era assente perché si era messo in auto-quarantena in seguito all'esposizione al nuovo coronavirus SARS-CoV-2. Il 3 marzo 2022 è succeduto alla medesima sede.
In seno alla Conferenza dei vescovi cattolici degli Stati Uniti è membro del comitato per le comunicazioni dal 2022.

## Genealogia episcopale
La genealogia episcopale è:
- Cardinale Scipione Rebiba
- Cardinale Giulio Antonio Santori
- Cardinale Girolamo Bernerio, O.P.
- Arcivescovo Galeazzo Sanvitale
- Cardinale Ludovico Ludovisi
- Cardinale Luigi Caetani
- Cardinale Ulderico Carpegna
- Cardinale Paluzzo Paluzzi Altieri degli Albertoni
- Papa Benedetto XIII
- Papa Benedetto XIV
- Papa Clemente XIII
- Cardinale Marcantonio Colonna
- Cardinale Giacinto Sigismondo Gerdil, B.
- Cardinale Giulio Maria della Somaglia
- Cardinale Carlo Odescalchi, S.I.
- Cardinale Costantino Patrizi Naro
- Cardinale Lucido Maria Parocchi
- Papa Pio X
- Papa Benedetto XV
- Papa Pio XII
- Cardinale Francis Joseph Spellman
- Cardinale Terence James Cooke
- Vescovo Howard James Hubbard
- Arcivescovo Harry Joseph Flynn
- Cardinale Blase Joseph Cupich
- Vescovo Louis Tylka